# 平高郡
平高郡，中国南北朝时设置的郡。
- 西魏废帝以高平郡改名平高郡，属原州，治平高县（今宁夏固原市），辖今宁夏东南清水河流域。约当今宁夏回族自治区固原市全境及隆德县、西吉县、彭阳县、同心县大部和甘肃省会宁县西北一带。自古为丝路东段北支必经之地。下辖平高县、默亭县、乌兰县。隋文帝开皇三年（583年）废平高郡，属县直属原州。
- 北周改高平郡置平高郡，治所在平高县（今河南商城县东），属南建州。隋朝开皇三年（583年）废平高郡，地入光州殷城县。